# FC Pfalz 03 Ludwigshafen
FC Pfalz 03 Ludwigshafen was een Duitse voetbalclub uit Ludwigshafen am Rhein. De club werd in 1903 opgericht en fusioneerde in 1937 gedwongen met FC Phönix 04 Ludwigshafen.

## Geschiedenis
Pfalz trad voor het eerst in de schijnwerpers in 1906/07 toen de club in de Nordkreisliga speelde, één onderdeel van de Zuid-Duitse voetbalbond. Het volgende seizoen verhuisde de club naar de Westkreis en werd daar meteen kampioen. In de eindronde met de andere regionale kampioenen moest de club echter genoegen nemen met de laatste plaats. In 1908/09 eindigde de club met FC 1900 Kaiserslautern op de eerste plaats, ondanks een beter doelsaldo mocht toch FC 1900 naar de finaleronde. De volgende seizoenen eindigde de club steevast in de middenmoot en de club kreeg in de stad ook zware concurrentie van FC Phönix 04.
Tijdens de Eerste Wereldoorlog beleefde de club weer een heropleving. In de eindronde van 1915/16 kreeg voormalig landskampioen Freiburger FC een 7:1 om de oren. Echter verloor de club de finale van 1. FC Nürnberg. Het volgende seizoen werd er opnieuw een groepsfase gespeeld met de regionale kampioenen, maar de club werd opnieuw laatste.
Na de oorlog werd de competitie geherstructureerd. De club ging in de nieuwe Paltscompetitie spelen en werd meteen kampioen. In de eindronde versloeg de club Freiburger FC en bereikte zo opnieuw de finale om de titel, maar verloor ook deze keer van Nürnberg.
Hierna greep Phönix 04 de macht. Vanaf 1921 ging de club in de Rijncompetitie spelen, die in het eerste jaar uit vier reeksen bestond en over twee seizoenen werd teruggebracht naar één reeks. De eerste twee schiftingen werden goed overleefd, maar in de gezamenlijke competitie kreeg de club het moeilijk en in 1924/25 degradeerde de club. Een jaar eerder was ook Ludwigshafener FG 03 gedegradeerd waardoor Phönix nu de enige club uit de stad was in de hoogste afdeling.
Na twee seizoenen promoveerde de club weer. Na een nieuwe degradatie in 1929 slaagde de club er niet meer in te promoveren. In 1937 fuseerde de club onder druk van de Nationaalsocialistische Duitse Arbeiderspartij met Phönix om zo het nieuwe TSG 1861 Ludwigshafen te vormen.
Na de oorlog werden alle Duitse clubs ontbonden, in Ludwigshafen werd een nieuwe club opgericht SV Phönix 03 Ludwigshafen met de naam van Phönix en het oprichtingsjaar van Pfalz in de naam.

## Erelijst
Kampioen Westkreis
1908, 1917
Vicekampioen Zuid-Duitsland
1916, 1920
Kampioen Palts
1920